# Девочка
„Девочка“ (DeVotchKa) е американска 4-членна „група за инди рок от Източния блок“ от Денвър, Колорадо.
Смесва в музиката си славянски, гръцки, цигански, мексикански и други фолклорни елементи. Става международно известна със саундтрака на „Мис Слънчице“ (2006).
Нейното име идва от руското „девочка“ (момиче), заимствано от езика, който ползват героите на „Портокал с часовников механизъм“ на Антъни Бърджес.

## Дискография
- SuperMelodrama (2000)
- Triple X Tango (2002)
- Una Volta (2003)
- How It Ends (2004)
- Curse Your Little Heart (2006)